# 第24回全日本吹奏楽コンクール課題曲
第24回全日本吹奏楽コンクール課題曲は、社団法人 全日本吹奏楽連盟・朝日新聞社主催「全日本吹奏楽コンクール」の第24回（1976年）大会課題曲のことである。この記事では、この年の課題曲全般について、および個々の楽曲の詳細情報について記す。

## 全般的な傾向・背景など
4曲のうち2曲が公募による入選曲である。

## (A)即興曲
後藤洋が公募に応じて作曲し、入選したものである。作曲者は当時高校生であり、その点で話題にもなった。
緩・急・緩の三部形式からなる。特に曲の始まりと終結は、薄い響きによる繊細な音楽となっており、作曲者自身も「吹奏楽曲らしくない曲」と称していた。

## (B)吹奏楽のための協奏的序曲
藤掛廣幸が公募に応じて作曲し、入選したものである。
曲のおおまかな構成として、ファンファーレ風の序奏、主部、緩徐部分、コーダからなる。
主部は、例えばブリテンの「青少年のための管弦楽入門」の終結部に似ており、順番に楽器が加わりながらフーガを形成していく。

## (C)カンティレーナ
連盟委嘱により保科洋が作曲した行進曲。

## (D)ポップス描写曲「メイン・ストリートで」
連盟委嘱により岩井直溥が作曲した。岩井は前年に引き続き、2年連続してポップス風の課題曲を作曲したことになる。
曲のおおまかな構成として、序奏部分、ゆっくりしたポップス、速いポップス、コーダからなる。大通り（メインストリート）の一日を描写するように曲が推移し、それぞれ「夜明け」「朝」「昼間から夕方」「夜」を描写したとされる。また、小鳥のさえずり・自動車の轟音・クラクションなどを描写したと思われる部分もある。
編成には、ドラムセット・エレキベースも含まれる。